# إسماعيل بابوق
إسماعيل بابوق (1841-1920)، أول رئيس بلدية لمدينة عمان وذلك سنة 1909م، وهو من أعيان الرعيل الأول من المهاجرين الشراكسة الذين وصلوا إلى عمّان واستقروا في آثارها الرومانية المهجورة، نتيجة تهجيرهم القسري من وطنهم الام في شمال القفقاس منذ عام 1864 م ولعدة سنين بعدها.
خلف إسماعيل بابوق عدة رؤساء بلدية شراكسة حتى عام 1920 م وهم أحمد الخطيب عام 1911م وأسعد الخليل عام 1915م وأيوب فاخر عام 1920م. كما تولى رئاسة بلدية عمان فيما بعد شخصيات شركسية أُخرى، حيث تولاها سعيد المفتي عام 1938م، وعمر حكمت مفئدز عام 1948م.

## نشاطات الشراكسة
- بعث الشراكسة المهاجرون الحياة في خرائب عمان المهجورة فأسّسوا فيها منازلهم وأسواقهم في وسط المدينة حول مجرى النهر (سيل عمان) وفي تلّة الشابسوغ على سفوح جبل القلعة ومنطقة المهاجرين قرب رأس العين.
- أعاد الشراكسة ترميم وبناء المسجد الأموي القديم ليصبح فيما بعد المسجد الحسيني أكبر مساجد العاصمة وأقدمها.
- شارك الشراكسة بفعالية في تأسيس إمارة شرق الأردن واستقبال الأمير عبد الله الأول بن الحسين مؤسس الإمارة والمملكة الأردنية الهاشمية فيما بعد وساهموا في دفع عجلة التطور والتقدم الحضاري للأردن بدور كبير.